# Frank Verleyen
Frank Verleyen (Antwerpen, 26 februari 1963 - 28 mei 2019) was een Belgisch (baan-)wielrenner.

## Carrière
Verleyen won in zijn jeugdjaren zowel de Ronde van Vlaanderen als Parijs-Roubaix voor de beloften naast de Kattekoers. Bij de elite won hij nog een aantal kleinere wedstrijden en hij nam in 1984 deel aan de Olympische Spelen waar hij de wegwedstrijd niet uitreed.

## Overwinningen

### Baan
| Jaar     | BK                                        | EK       | WK       | Overige  |
| Junioren | Junioren                                  | Junioren | Junioren | Junioren |
| -------- | ----------------------------------------- | -------- | -------- | -------- |
| 1982     | ploegkoers                                |          |          |          |
| Amateurs |                                           |          |          |          |
| 1982     | ploegenachtervolging                      |          |          |          |
| 1983     | Derny · ploegenachtervolging · ploegkoers |          |          |          |

### Weg
1983
Kattekoers
Ronde van Vlaanderen (amateurs)
Parijs-Roubaix (amateurs)
1984
Proloog Giro delle Regioni (TTT)
1986
Lommel
Schaal Sels
 Omloop van het Waasland
Ronde van Friesland
Heusden-Zolder
Retie
Criterium Oostrozebeke
1987
5e etappe deel a Ronde van de Middellandse Zee

## Resultaten in de voornaamste wedstrijden
| Jaar | Milaan-San Remo | Gent-Wevelgem | Parijs-Roubaix |
| ---- | --------------- | ------------- | -------------- |
| 1985 | 41e             | 67e           |                |
| 1986 |                 | 32e           | 36e            |

Appeldoorn · 
Bogaert · 
Daems · 
De Beule · 
De Cnijf · 
Jonkers · 
Krikilion · 
Nevels · 
Nieuwdorp · 
Rossel · 
Smit · 
Tak · 
van Vlimmeren · 
Verleyen · 
Wekema
Appeldoorn · 
Bogaert · 
Bol · 
Dekker · 
Habets · 
Jonkers · 
Kleinsman · 
Lammertink · 
Parkin · 
Pieters · 
Schalkers · 
Schurer · 
Smit ·
Van Der Haegen ·
van Houwelingen · 
Verleyen · 
Wyder
Boulanger · 
Ceci · 
Clark (tot 28/02) · 
Dalgal · 
De Wilde · 
Haghedooren ·
Heynderickx ·
Ilegems · 
Kools ·   
Kuiper ·
Lilholt ·
Mertens ·
Messelis · 
Meuwissen ·
Nevens ·
Peeters · 
Pirard · 
Schurgers (tot 15/02) · 
Tourné · 
Van Ende · 
Van Oyen ·
Van Slycke · 
Vanhaerens ·
Verleyen ·
Wijnant · 
Wijnants